# 澳女星
澳女星（63 Ausonia）是第63颗被人类发现的小行星，于1861年2月10日发现。澳女星的直径为103.1千米，质量为1.1×1018千克，公转周期为1354.023天。